# Karboksypenicyliny
Karboksypenicyliny to grupa antybiotyków β-laktamowych, zaliczanych do penicylin. Charakteryzują się obecnością w cząsteczce grupy karboksylowej, od której pochodzi ich nazwa.

## Mechanizm działania
Karboksypenicyliny działają tak samo jak wszystkie inne penicyliny. Blokują aktywność enzymów bakteryjnych - transpeptydaz (PBP) biorących udział w ostatnim etapie syntezy peptydoglikanu ściany komórki bakteryjnej. Do zablokowania PBP może dojść dzięki strukturalnemu podobieństwu penicylin do naturalnego substratu enzymu, czyli układu dwóch reszt alaniny będącego częścią podstawowej jednostki budującej mureinę - składnika ściany komórkowej bakterii. Penicylina łączy się z transpeptydazą w jej centrum aktywnym i w ten sposób blokuje jej aktywność. Komórka bakteryjna pozbawiona prawidłowo działającego enzymu nie jest w stanie syntetyzować ściany bakteryjnej. Prowadzi to do upośledzenia jej zdolności życia w niekorzystnych warunkach środowiska - zwiększa się przepuszczalność ściany komórkowej. Takie uszkodzenie prowadzi po pewnym czasie do zwiększenia aktywności bakteryjnych enzymów autolitycznych, powodujących samozniszczenie bakterii.
Działanie bakteriobójcze penicylin zależy od czasu w którym stężenie antybiotyku w ognisku zakażenia jest wystarczająco wysokie, żeby wywrzeć działanie na bakterie chorobotwórcze, czyli przekracza wartość MIC wobec szczepu odpowiedzialnego za zakażenie.

## Zakres działania i zastosowanie
Karboksypenicyliny są aktywne wobec bakterii Gram-dodatnich i Gram-ujemnych, przy czym spektrum ich działania jest szersze w stosunku do drobnoustrojów G-. Są skuteczne w zwalczaniu między innymi szczepów Pseudomonas aeruginosa, Proteus, Escherichia coli
Stosuje się je głównie w leczeniu ciężkich zakażeń opon mózgowych, dróg moczowych, zakażonych oparzeń i posocznicach wywoływanych przez bakterie Gram-ujemne.

## Właściwości
Karboksypenicyliny słabo wchłaniają się z przewodu pokarmowego, a ponadto są rozkładane przez kwas solny w żołądku - z tych powodów nie można ich podawać doustnie. Dla zapobieżenia tym niedogodnościom, opracowano nowe półsyntetyczne pochodne takie jak karfecylina i karyndacylina. Są to estry karboksypenicylin, będące nieaktywnymi pro-lekami. Są one odporne na działanie kwasu żołądkowego i wchłaniają się łatwo z jelit. Dopiero w krwiobiegu są hydrolizowane do aktywnych karboksypenicylin.
Karboksypenicyliny są wrażliwe na działanie bakteryjnych β-laktamaz (enzymów rozkładających β-laktamy). Dla zwiększenia skuteczności ich działania można je podawać łącznie z inhibitorami β-laktamaz.

## Przykłady
- Karbenicylina
- Tykarcylina
- Karfecylina
- Karyndacylina

Przeczytaj ostrzeżenie dotyczące informacji medycznych i pokrewnych zamieszczonych w Wikipedii.